# Volta a Polònia 2013
La Volta a Polònia 2013 fou la 70a edició de la cursa ciclista Volta a Polònia. La cursa es disputà entre el 27 de juliol i el 3 d'agost de 2013, després de recórrer 1.238 km, distribuïts en set etapes. La cursa començà a la ciutat italiana de Rovereto, país en què es disputaren les dues primeres etapes. Aquesta fou la vintena prova de l'UCI World Tour 2013.
La cursa fou guanyada pel neerlandès Pieter Weening (Orica-GreenEDGE), després de desbancar el fins aleshores líder, Christophe Riblon (AG2R La Mondiale), en la contrarellotge final. En segona posició acabà el basc Ion Izagirre (Euskaltel–Euskadi), mentre Riblon, vencedor de l'etapa reina, acabà en la tercera posició final.
Les classificacions secundàries foren dominades per ciclistes polonesos: Tomasz Marczyński (Vacansoleil-DCM) guanyà la classificació de la muntanya, Rafał Majka (Team Saxo-Tinkoff) la dels punts i Bartosz Huzarski (NetApp-Endura) la de les metes volants. El RadioShack-Leopard aconseguí la classificació per equips.

## Equips participants
Vint-i-tres equips prenen part en aquesta edició: els 19 ProTeam, que tenen l'obligació de participar-hi en ser una cursa de l'UCI World Tour, tres equips continentals professionals i un equip nacional polonès. Cada equip està format per sis corredors, com a part d'un projecte de la Unió Ciclista Internacional
| Núm.    | Codi | Equip                   |
| ------- | ---- | ----------------------- |
| 1-6     | AST  | Astana Qazaqstan Team   |
| 11-16   | OPQ  | Omega Pharma-Quick Step |
| 21-26   | LAM  | Lampre-Merida           |
| 31-36   | SKY  | Team Sky                |
| 41-46   | BMC  | BMC Racing Team         |
| 51-56   | TST  | Team Saxo-Tinkoff       |
| 61-66   | CAN  | Cannondale              |
| 71-76   | KAT  | Team Katusha            |
| 81-86   | RLT  | RadioShack-Leopard      |
| 91-96   | BEL  | Belkin Pro Cycling Team |
| 101-106 | GRS  | Garmin-Sharp            |
| 111-116 | MOV  | Movistar Team           |

| Núm.    | Codi | Equip                     |
| ------- | ---- | ------------------------- |
| 121-126 | EUS  | Euskaltel–Euskadi         |
| 131-136 | OGE  | Orica-GreenEDGE           |
| 141-146 | ARG  | Argos-Shimano             |
| 151-156 | VCD  | Vacansoleil-DCM           |
| 161-166 | LTB  | Lotto-Belisol             |
| 171-176 | ALM  | AG2R La Mondiale          |
| 181-186 | FDJ  | FDJ                       |
| 191-196 | TNE  | NetApp-Endura             |
| 201-206 | COL  | Colombia                  |
| 211-216 | CCC  | CCC Polsat Polkowice      |
| 221-226 | POL  | Equip nacional de Polònia |

## Etapes
| Etapa    | Data         | Ciutats d'etapa                                  | km    | Vencedor de l'etapa     | Líder de la general     |
| -------- | ------------ | ------------------------------------------------ | ----- | ----------------------- | ----------------------- |
| 1a etapa | 27 de juliol | Rovereto (ITA) - Madonna di Campiglio (ITA)      | 184,5 | Diego Ulissi (ITA)      | Diego Ulissi (ITA)      |
| 2a etapa | 28 de juliol | Marilleva Val di Sole (ITA) - Passo Pordoi (ITA) | 195,5 | Christophe Riblon (FRA) | Rafał Majka (POL)       |
| 3a etapa | 30 de juliol | Cracòvia - Rzeszów Podkarpackie                  | 226,0 | Thor Hushovd (NOR)      | Rafał Majka (POL)       |
| 4a etapa | 31 de juliol | Tarnów - Katowice                                | 231,5 | Taylor Phinney (USA)    | Rafał Majka (POL)       |
| 5a etapa | 1 d'agost    | Nowy Targ - Zakopane                             | 160,5 | Thor Hushovd (NOR)      | Ion Izagirre (ESP)      |
| 6a etapa | 2 d'agost    | Termes de Bukowina - Bukowina Tatrzańska         | 192,0 | Darwin Atapuma (COL)    | Christophe Riblon (FRA) |
| 7a etapa | 3 d'agost    | Wieliczka - Cracòvia                             | 37,0  | Bradley Wiggins (GBR)   | Pieter Weening (NED)    |

## Classificacions finals

### Classificació general
|    | Ciclista                   | Equip                 | Temps       |
| -- | -------------------------- | --------------------- | ----------- |
| 1  | Pieter Weening (NED)       | Orica-GreenEDGE       | 31h 58' 07" |
| 2  | Ion Izagirre (ESP)         | Euskaltel–Euskadi     | + 13"       |
| 3  | Christophe Riblon (FRA)    | AG2R La Mondiale      | + 16"       |
| 4  | Rafał Majka (POL)          | Team Saxo-Tinkoff     | + 26"       |
| 5  | Sergio Henao (COL)         | Team Sky              | + 51"       |
| 6  | Eros Capecchi (ITA)        | Movistar Team         | + 51"       |
| 7  | Domenico Pozzovivo (ITA)   | AG2R La Mondiale      | + 1' 14"    |
| 8  | Ivan Basso (ITA)           | Cannondale            | + 1' 38"    |
| 9  | Tanel Kangert (EST)        | Astana Qazaqstan Team | + 2' 35"    |
| 10 | Chris Anker Sørensen (DEN) | Team Saxo-Tinkoff     | + 2' 50"    |

### Classificacions secundàries
|   | Ciclista                | Equip            | Punts |
| - | ----------------------- | ---------------- | ----- |
| 1 | Tomasz Marczynski (POL) | Vacansoleil-DCM  | 86    |
| 2 | Darwin Atapuma (COL)    | Colombia         | 64    |
| 3 | Bartosz Huzarski (POL)  | NetApp-Endura    | 58    |
| 4 | Sylwester Szmyd (POL)   | Movistar Team    | 23    |
| 5 | Christophe Riblon (FRA) | AG2R La Mondiale | 20    |

|   | Ciclista                | Equip             | Punts |
| - | ----------------------- | ----------------- | ----- |
| 1 | Rafał Majka (POL)       | Team Saxo-Tinkoff | 68    |
| 2 | Ion Izagirre (ESP)      | Euskaltel–Euskadi | 66    |
| 3 | Christophe Riblon (FRA) | AG2R La Mondiale  | 65    |
| 4 | Pieter Weening (NED)    | Orica-GreenEDGE   | 62    |
| 5 | Sergio Henao (COL)      | Team Sky          | 56    |

|   | Ciclista                  | Equip                | Punts |
| - | ------------------------- | -------------------- | ----- |
| 1 | Bartosz Huzarski (POL)    | NetApp-Endura        | 13    |
| 2 | Ángel Ruiz (ESP)          | Movistar Team        | 7     |
| 3 | Bartłomiej Matysiak (POL) | CCC Polsat Polkowice | 6     |
| 4 | Mathias Frank (SUI)       | BMC Racing Team      | 3     |
| 5 | Paweł Cieślink (POL)      | Selecció de Polònia  | 3     |

| # | Equip              | Temps       |
| - | ------------------ | ----------- |
| 1 | RadioShack-Leopard | 95h 58' 50" |
| 2 | Cannondale         | + 19' 41"   |
| 3 | Team Saxo-Tinkoff  | + 26' 22"   |
| 4 | AG2R La Mondiale   | + 31' 14"   |
| 5 | BMC Racing Team    | + 35' 28"   |

## Evolució de les classificacions
| Etapa | Vencedor          | Classificació general | Classificació de la muntanya | Classificació per punts | Classificació de les metes volants | Classificació per equips |
| ----- | ----------------- | --------------------- | ---------------------------- | ----------------------- | ---------------------------------- | ------------------------ |
| 1     | Diego Ulissi      | Diego Ulissi          | Bartosz Huzarski             | Diego Ulissi            | Bartosz Huzarski                   | RadioShack-Leopard       |
| 2     | Christophe Riblon | Rafał Majka           | Thomas Rohregger             | Rafał Majka             | Bartosz Huzarski                   | RadioShack-Leopard       |
| 3     | Thor Hushovd      | Rafał Majka           | Thomas Rohregger             | Rafał Majka             | Bartosz Huzarski                   | RadioShack-Leopard       |
| 4     | Taylor Phinney    | Rafał Majka           | Thomas Rohregger             | Steele Von Hoff         | Bartosz Huzarski                   | RadioShack-Leopard       |
| 5     | Thor Hushovd      | Ion Izagirre          | Tomasz Marczyński            | Thor Hushovd            | Bartosz Huzarski                   | RadioShack-Leopard       |
| 6     | Darwin Atapuma    | Christophe Riblon     | Tomasz Marczyński            | Christophe Riblon       | Bartosz Huzarski                   | RadioShack-Leopard       |
| 7     | Bradley Wiggins   | Pieter Weening        | Tomasz Marczyński            | Rafał Majka             | Bartosz Huzarski                   | RadioShack-Leopard       |
| Final | Final             | Pieter Weening        | Tomasz Marczyński            | Rafał Majka             | Bartosz Huzarski                   | RadioShack-Leopard       |